# Haus Friedland
Haus Friedland, im frühen 20. Jahrhundert auch Villa Friedland, ist ein ehemaliges Weinbergsgebäude in der Bennostraße 11 im Stadtteil Oberlößnitz der sächsischen Stadt Radebeul. Das mitsamt Anbau, Seiten- und Hintergebäude, Toranlage und Garten unter Denkmalschutz stehende Gebäude aus dem Jahr 1773 wurde um 1876 durch die Gebrüder Ziller umgestaltet beziehungsweise aufgestockt.

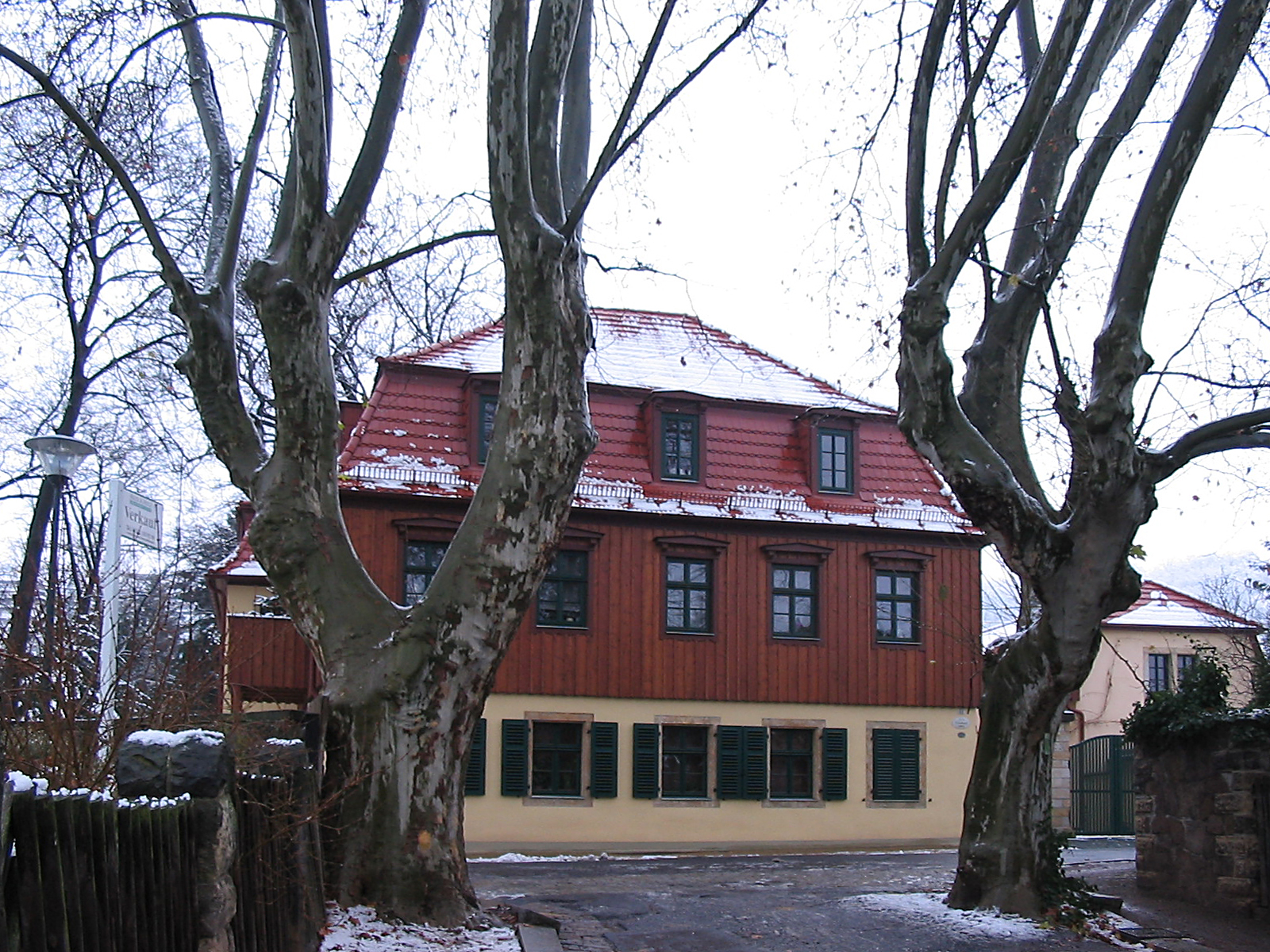
Haus Friedland, von der Friedlandstraße aus

Haus Friedland liegt im Denkmalschutzgebiet Historische Weinberglandschaft Radebeul und ist ein „Zeugnis für den jahrhundertelangen Weinbau in der Lößnitz, baugeschichtlich und ortsgeschichtlich von Bedeutung“. Es stand bereits zu DDR-Zeiten unter Denkmalschutz.

## Beschreibung

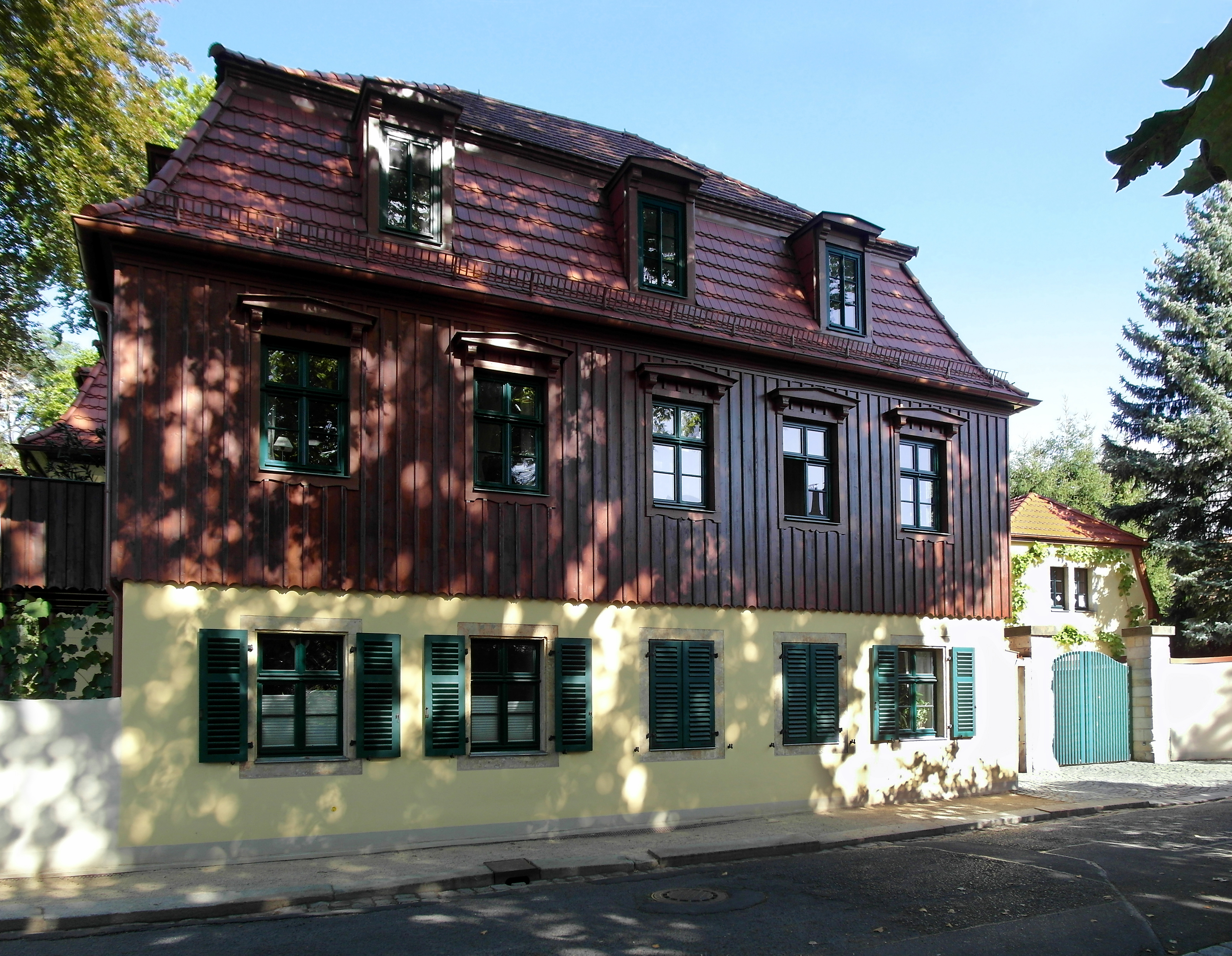
Haus Friedland

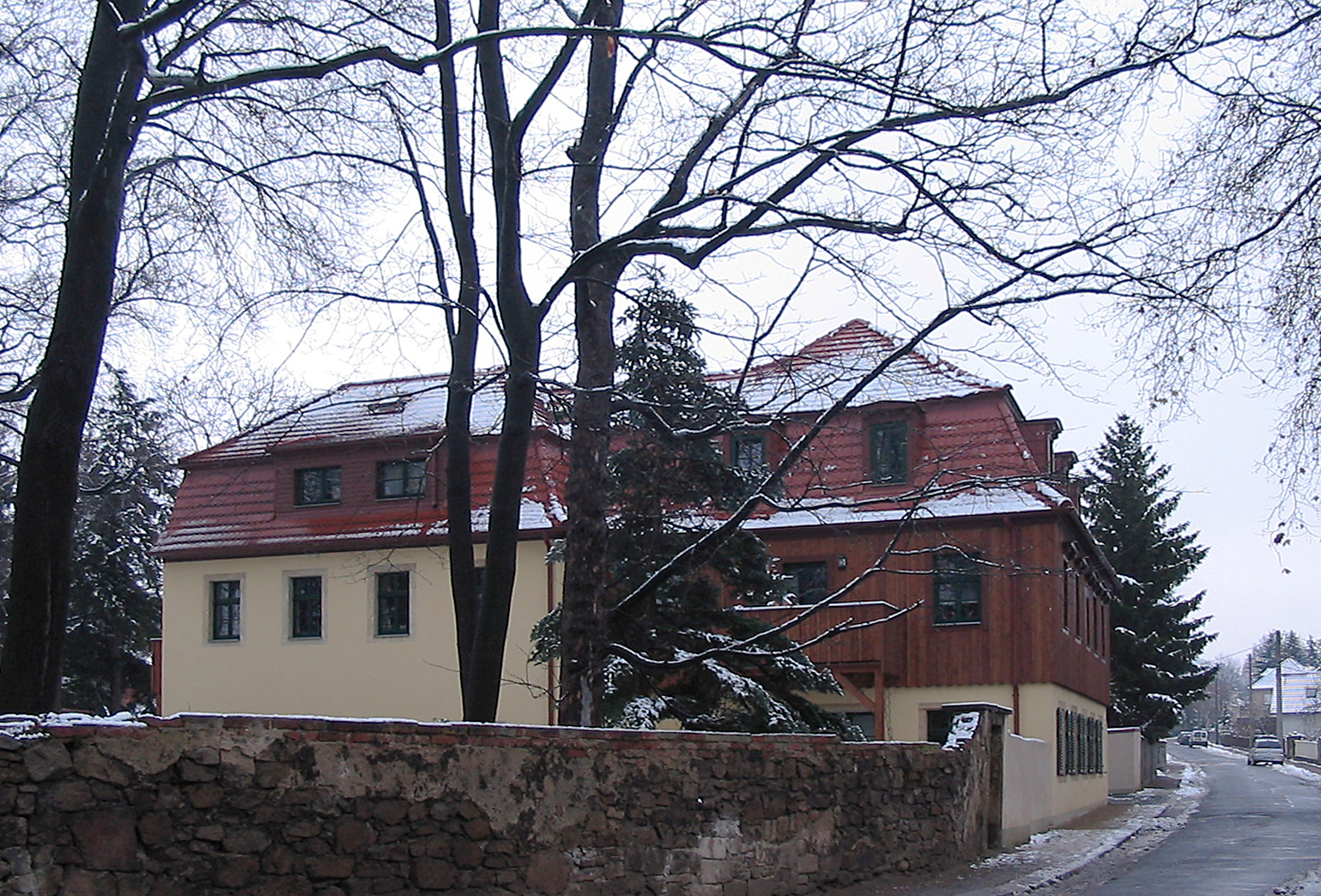
Haus Friedland, von Westen aus

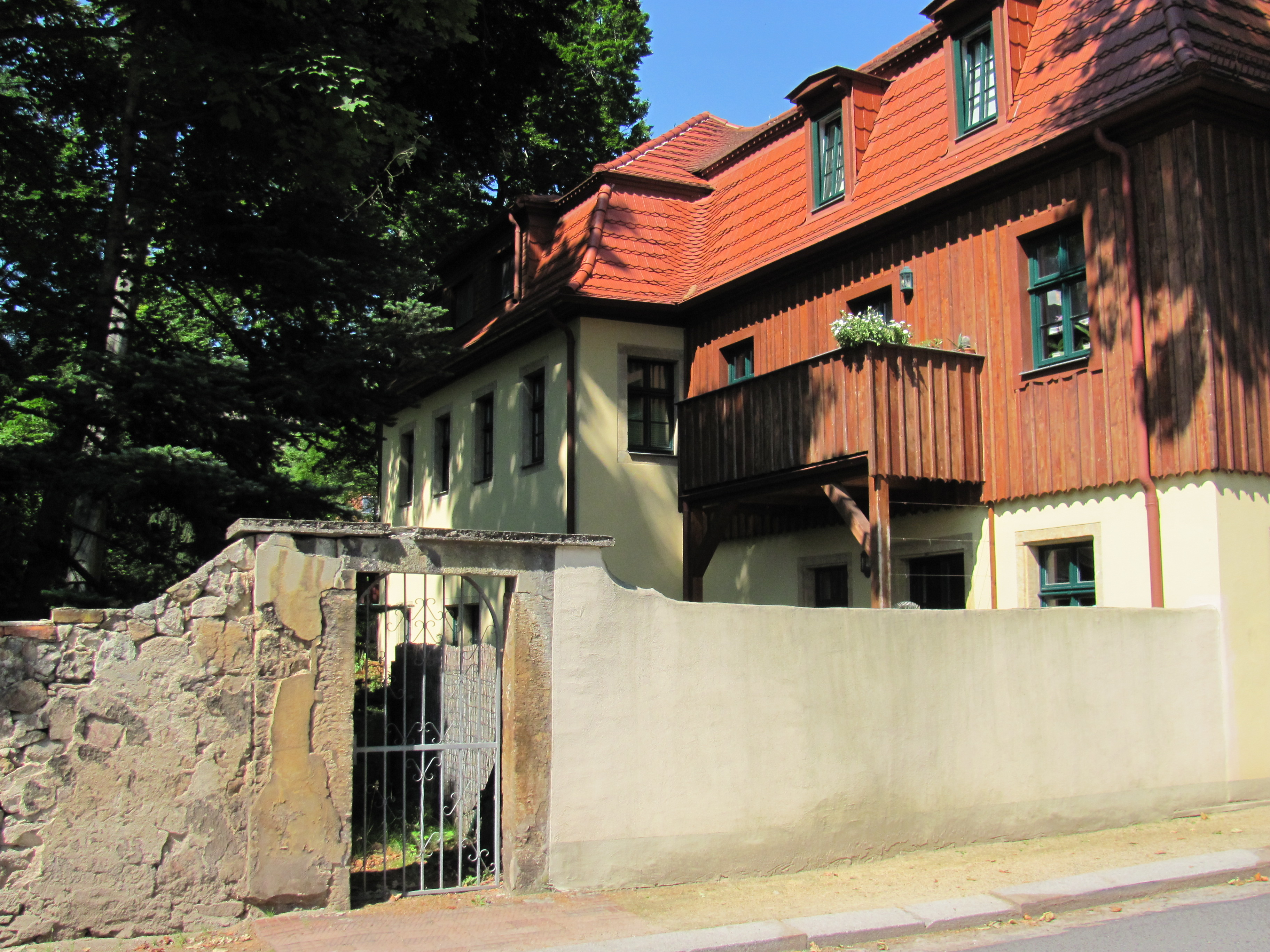
Haus Friedland, Westseite

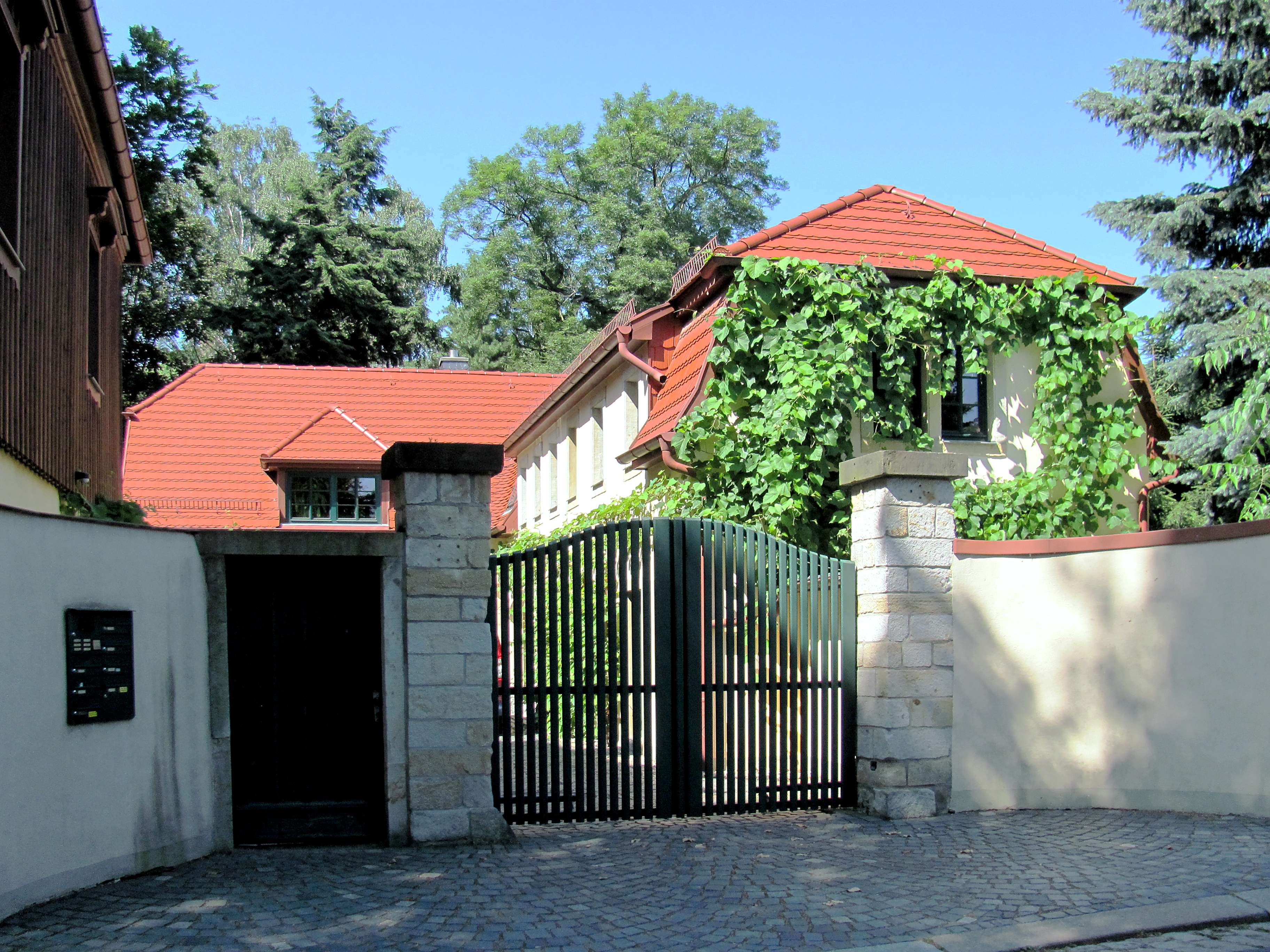
Haus Friedland, Tor und Nebengebäude

Das zweigeschossige Wohnhaus mit Mansarddach und Giebelgauben steht traufseitig in der Flucht der Bennostraße, es hat dort eine Breite von fünf Fensterachsen, die im Obergeschoss mit Klappläden sowie Flachgiebelverdachungen auf Konsolen versehen sind.
Hinter dem Baukörper schließt sich ein etwas jüngerer, ebenfalls zweigeschossiger Gebäudeflügel an, der auf der linken Seite um eine Fensterachse hervortritt. Der Putzbau ist im Obergeschoss großenteils verbrettert.
Rechts im Hof steht ein zweigeschossiges Nebengebäude, an das sich ein eingeschossiges Hintergebäude mit Krüppelwalmdach anschließt. Die Grundstückseinfassung besteht aus Bruchstein, die Toranlage aus Sandstein. Über dem hofseitigen Hauseingang befindet sich eine Tafel mit der Inschrift „28. August 1843–1892“.

## Geschichte

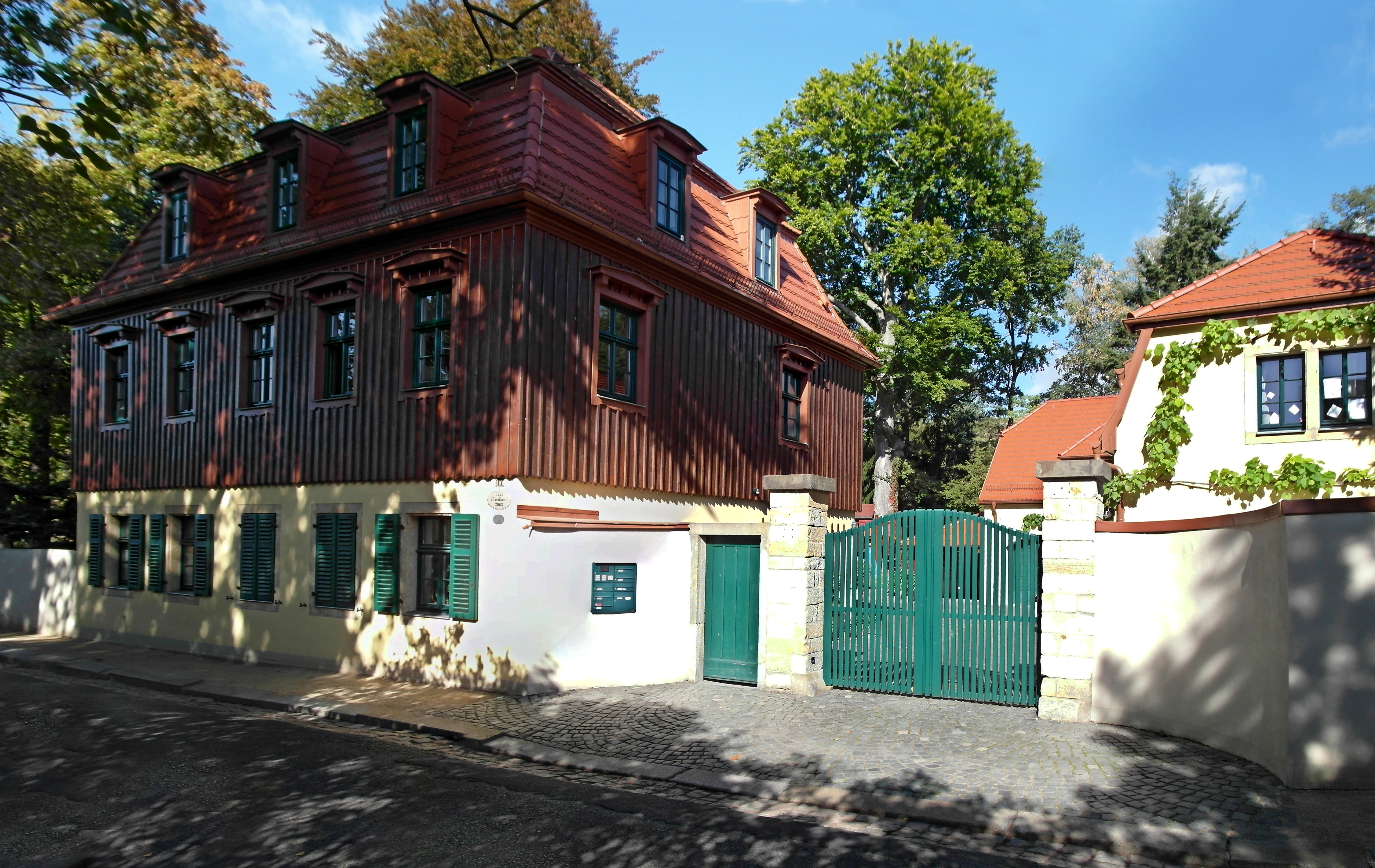
Haus Friedland mit Nebengebäude

Auf einer Karte von Hans August Nienborg von 1714/15 ist der Weinberg bereits eingezeichnet, nebst einem Haus mit Nebengelass im Besitz eines Herrn Fuchs. Der sich in den Folgejahren im Besitz unterschiedlicher Personen befindliche Weinberg gehörte wohl als verstreut liegendes Teilstück zu anderen Weingütern.
Das heutige Weinbergsgebäude in der Flucht der Bennostraße wurde wohl 1773 errichtet, im Eigentum des Dresdner Kaufmanns Johann Martin Kühn. Dieser kaufte zu jener Zeit mehrere Oberlößnitzer Weinberge, ging jedoch später Konkurs. Um 1800 war das Anwesen im Besitz des Oberrittmeisters v. Carlowitz, der 1813 in einer Notiz das Haus Lorenz in der Weinbergstraße 28 als Neubau erwähnte. „Ohne jeden Zweifel“ handelte es sich dabei um den sächsischen Offizier Carl Adolf von Carlowitz (1771–1837), der es später in russischen und preußischen Diensten zum Generalleutnant bringen sollte. Die eigentliche Eigentümerin war wohl seine junge, 1797 angetraute Ehefrau Maria Josepha geb. Gräfin von Pötting und Persing (1775–1834), die das Anwesen 1799 erwarb. Das Ehepaar erwarb bis 1801 drei Weinberge in der Lößnitz zur Eigenversorgung von Schloss Kuckuckstein. Maria Josepha hielt sich gern und häufig auf diesem Anwesen auf, auch mehrere Kinder des Paars wurden dort geboren. Als im Mai 1813 russische und preußische Soldaten marodierend durch die Lößnitz zogen, verschonten sie die Besitztümer der erklärten Napoleongegner v. Carlowitz. „Auch der Name ‚Friedland‘ scheint aus der Carlowitz-Ära herzurühren.“
Bis 1838 im Besitz der Carlowitz-Familie gelangte das Anwesen über einen Zwischeneigentümer Anfang der 1840er Jahre an den Mediziner Carl Friedrich Haase (1788–1865). Während die Radebeuler Häuserkartei von Reuter das Jahr 1844 angibt, vermutet Andert, dass sich die angebrachte Inschrift „28. August 1843–1892“ genau auf diesen Besitzwechsel bezieht, um die nächsten mehr als 90 Jahre im Familienbesitz zu verbleiben. Der die königliche Hebammenschule an der Königlich Chirurgisch-Medicinischen Akademie in Dresden leitende Professor Haase erwarb weitere Flächen und vergrößerte das Anwesen zu einem etwa 4,5 Hektar großen Weingut. Bei Hofmann wurde 1853 der 8 Acker 100 Quadratruten große Bergbesitz folgendermaßen beschrieben: „… das neue Haase'sche […] Grundstück, dessen Hauptgebäude durch Anbauten sehr verschönert ist, hat im Garten einen kleinen Park nebst schönem Salon.“ Haase zog sich nach seiner Pensionierung auf seinen Oberlößnitzer Besitz zurück, wo er 1865 auch starb. Das der Familie vererbte Gut erstreckte sich „wohl von der heutigen Nizza- bis hoch zur Weinbergstraße“.
Um 1876 wurde das Haupthaus umgestaltet und das ursprünglich mit Flachdach versehene, eingeschossige Nebengebäude durch die Gebrüder Ziller aufgestockt. Auch erwarben diese die südliche Hälfte des Anwesens, um das Areal zu erschließen und in elf Villengrundstücke entlang der auf das Haupthaus zulaufenden Friedlandstraße zu parzellieren.
2003–2005 wurde Haus Friedland saniert und das Nebengebäude mit einem Walm- und Mansarddach versehen.